# Ammophila cybele
Ammophila cybele är en biart som beskrevs av Menke 1970. Ammophila cybele ingår i släktet Ammophila och familjen grävsteklar. Inga underarter finns listade i Catalogue of Life.